# Brézouard
Le Brézouard est un sommet du massif des Vosges qui fait partie du canton de Lapoutroie et qui est situé à huit kilomètres de Sainte-Marie-aux-Mines que l'on peut rejoindre par la route en prenant la petite route d'Échéry.

## Toponymie
En allemand la montagne portait en 1441 le nom de Berseberg, puis en 1522 le nom de Bluttenberg. L'abbé Philippe-André Grandidier révéla dans ses diverses chroniques qu'au Brézouard on trouve les meilleurs fromages. En patois vosgien, le Brézouard était connu sous le nom Boerzouâ, ce qui d'après lui voulait dire en langue celtique « l'ours qui veille ou qui garde ».
Les habitants de Sainte-Marie-aux-Mines préfèrent appeler le sommet du Brézouard sous le nom de Brüschbückel, ce qui signifie « la montagne couverte de bruyères ». Sur les anciennes cartes, le Brézouard peut encore apparaître sous le nom de Bressoir.

## Géographie

### Accès
Par Colmar, prendre la direction de Kaysersberg, puis Lapoutroie et se diriger vers Le Bonhomme. Par Sainte Marie-aux-Mines, prendre la route d'Échéry, qui va jusqu'au col des Bagenelles.

### Situation

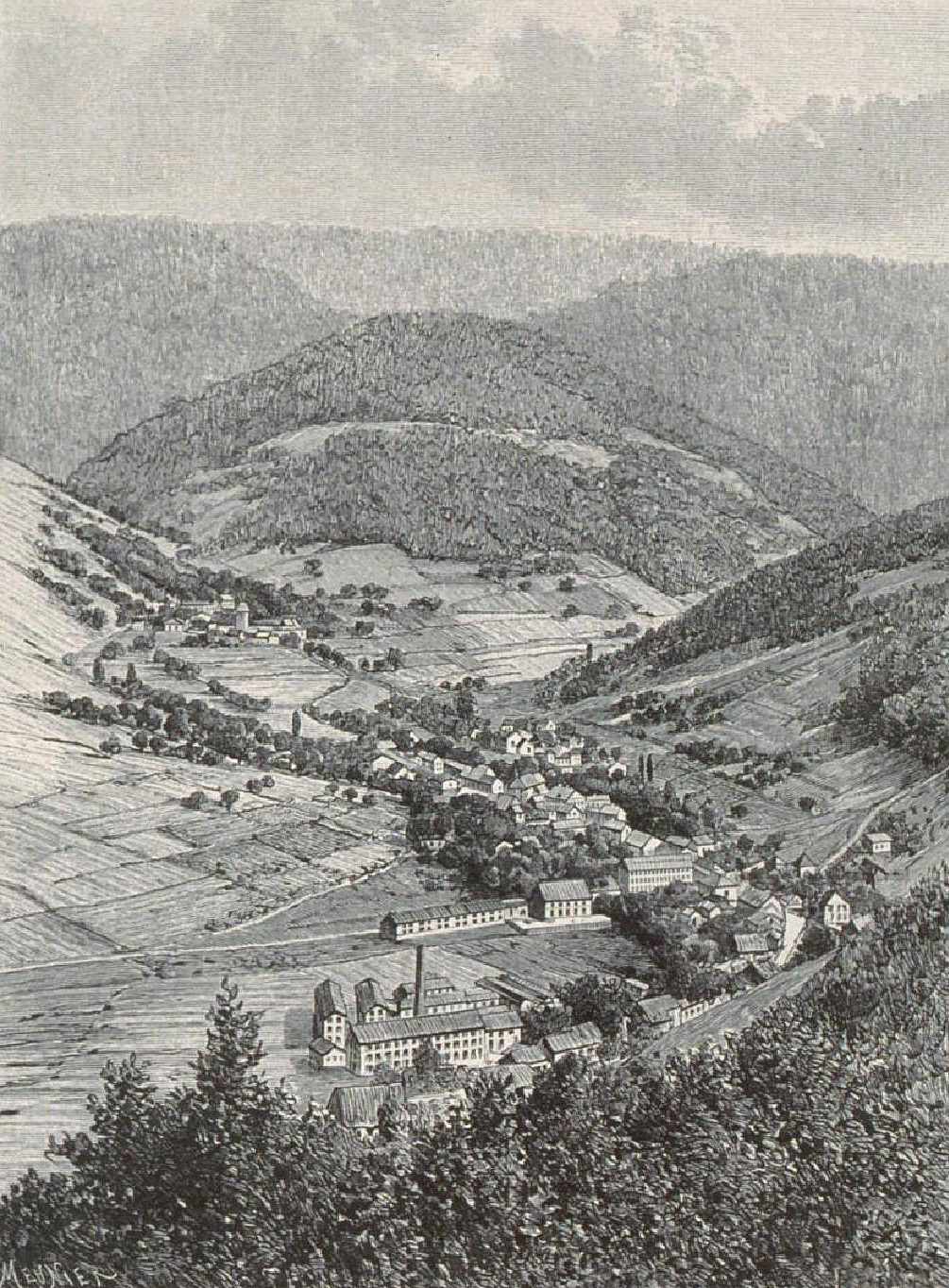
Échéry et le Brézouard (1889).

Depuis Échéry se réunissent les deux rives de la Lièpvrette. Plus de la moitié de sa surface appartient à Sainte-Marie-aux-Mines et l'autre partie à la commune de Fréland. Le Grand Brézouard, appelé jadis Ballon de Sainte Marie-aux-Mines, culmine à 1 229 mètres d'altitude. Le Petit Brézouard, son jumeau à 400 mètres au nord-est, n'atteint que 1 203 mètres d'altitude.

### Panorama
Depuis la cime du Brézouard on aperçoit les vallées de Fréland, de Lapoutroie et d'Orbey. Dans la même direction, au loin on aperçoit le Ballon de Guebwiller ou Grand Ballon qui se trouve interposé entre les deux vallées de Munster et de Saint-Amarin. Depuis les cimes de cette montagne on observe quelques-uns de ces vieux châteaux dont les ruines viennent attester le caractère guerrier des seigneurs de l'époque. À l'extrême droite se dessine le Hohwald, le plateau supérieur du Champ du Feu ou Hohfeld et le Climont (Weinberg). En deçà on aperçoit la montagne de l'Altenberg et les montagnes formant une partie du cadre des vallées de Villé et des trois Rombach : Petit Rombach, Grand Rombach et Rombach-le-Franc. Au-delà de la montagne du Val de Villé, on aperçoit une seconde chaîne de montagne formée du Ban de la Roche où coule les eaux de la Bruche. Plus loin on remarque le Donon. En partant vers la droite, se trouvent les vallées du Valtin et du Bonhomme et derrière ce village, les hauteurs nommées Blanc-Rup, la Verse et le Luspach. Après la vallée du Bonhomme on arrive au col du même nom et la vallée étroite de la Petite-Lièpvre. Au sud et à l'ouest du Valtin on voit le bourg de Gérardmer situé à 700 mètres d'altitude. Un peu plus loin, vers le nord, on remarque le village de Sainte-Marguerite (Vosges) et sa plaine qui rappelle le combat glorieux du 10 janvier 1814, où les Bavarois furent battus. Au-delà on voit Saint-Dié-des-Vosges, sa cathédrale et les tours de Lunéville, qui sont souvent masqués par les nuages.

### Climat
Le climat du Brézouard est montagnard. Les étés sont courts, frais et orageux et les hivers longs et rigoureux. Avec son altitude de plus de 1 200 mètres, le massif est compris dans l'étage montagnard supérieur et présente un contexte bioclimatique de type subalpin.

### Géologie
Le sommet du Brézouard est fait de granite à deux micas.

### Faune et flore
La montagne est composée en grande partie de forêts de pessières d'origine artificielle, d'érables à lunaire et de zones rocheuses en situation de pente forte. La partie sommitale abrite une lande relictuelle, témoin d'une activité pastorale passée.
Ces boisements fortement anthropisés sont favorables pour de nombreuses espèces dont des espèces forestières particulièrement menacées dans les Vosges. On peut ainsi trouver le cassenoix moucheté, le lynx boréal ou encore le chamois.

## Histoire
En 1919 et 1922 une grande partie des surfaces boisées du Brézouard a été anéantie par le feu. La lutte contre l'incendie a été particulièrement difficile, par suite d'un grand nombre d'obus qui se trouvaient encore dans ces forêts, et qui à tout moment risquaient d'exploser[réf. souhaitée].

## Activités

### Sports d'hiver
Des circuits de ski nordique et de fond ainsi qu'un itinéraire raquettes gérés par la station des Bagenelles font le tour du Brézouard. Le départ est situé traditionnellement au col des Bagenelles.

### Randonnée

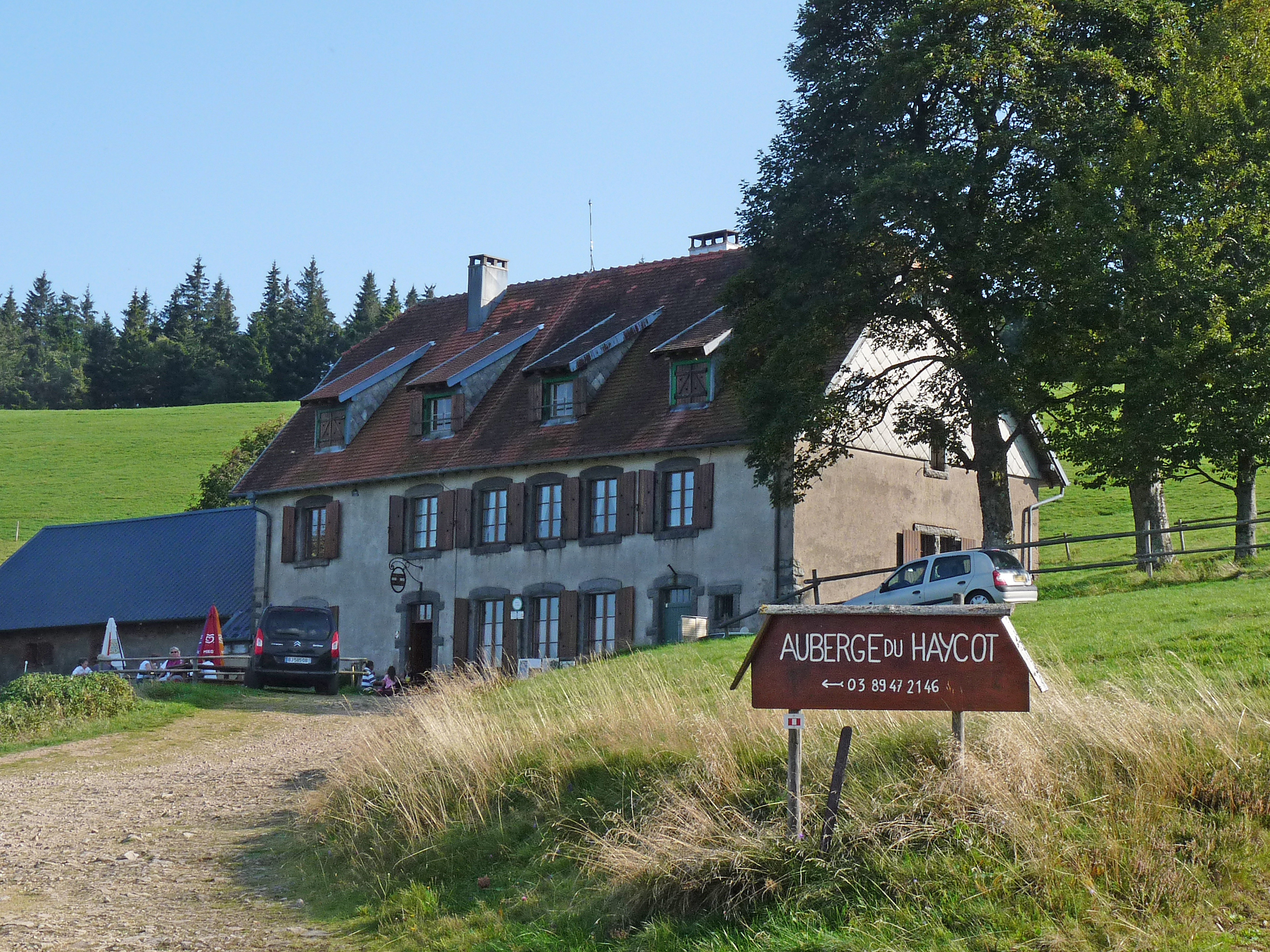
Auberge du Haycot.

Le sommet du Brézouard est essentiellement apprécié des promeneurs. De multiples itinéraires permettent d'accéder jusqu'au sommet qu'il est possible d'approcher en voiture. Au pied du sommet se trouve la ferme du Haycot et, à trois kilomètres du col des Bagenelles, la ferme-auberge du Brézouard.